# Andrea Amati

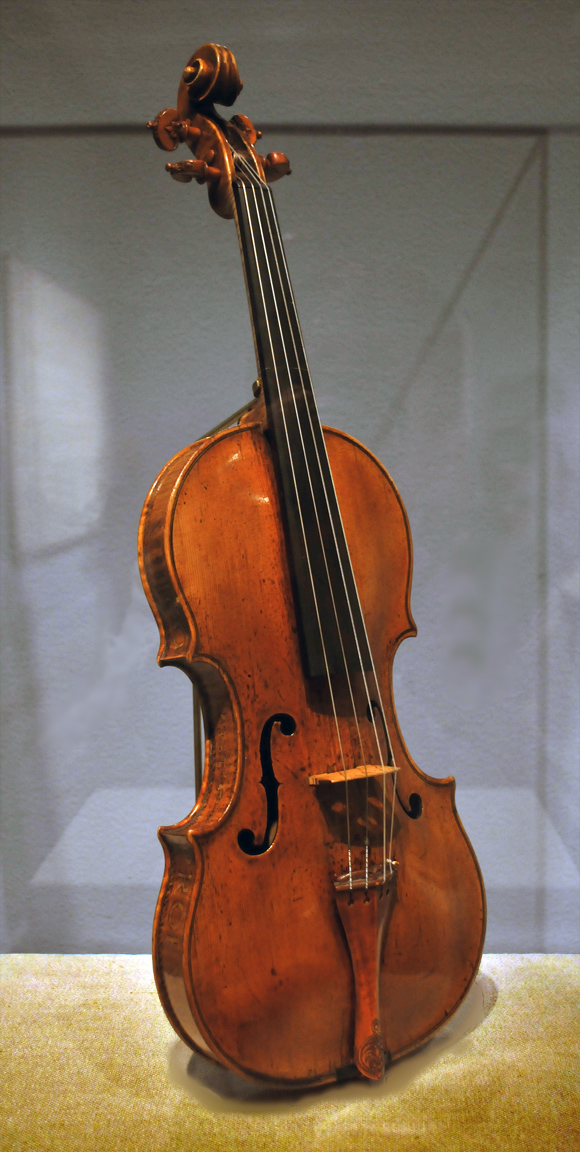
Violine von Andrea Amati (1558 oder 1559)

Andrea Amati (* um 1505 in Cremona; † im Dezember 1577 ebenda) war der Stammvater des Geigenbaus in dieser norditalienischen Stadt und der Begründer der Amati-Dynastie. Seine Werkstatt wurde von seinen Söhnen Antonio (ca. 1536/1540–1607) und Girolamo (ca. 1556–1630), seinem Enkel Nicola (1596–1684) und seinem Urenkel Girolamo II. (1649–1740) fortgeführt.

## Leben
Über sein Leben ist wenig bekannt. Eine frühere Meinung, er stamme aus einer Patrizier-Familie, deren Ursprünge sich bis 1097 nach Deutschland zurückverfolgen ließen, dürfte nicht zutreffen; jedenfalls war sein Vater ein gewisser Maestro Gottardo, also wohl Handwerker. Nicht sicher ist, wo und was Andrea gelernt hat. 1526 arbeitete er bereits als „liuter“ (Lauten- bzw. Geigenmacher) und lebte in der Familie eines Giovanni Liunardo Martinengo, der aber selbst kaum dieses Handwerk ausgeübt haben dürfte, sondern anscheinend Geschäftsmann war. Im Jahre 1539, als Amati langfristig ein Haus im Stadtzentrum mietete, das er später kaufte, wurde er urkundlich als selbständiger Handwerker erwähnt; 1576 ist bei ihm ausdrücklich vom Instrumentenbau die Rede; er betrieb damals die einzige Geigenbau-Werkstatt in Cremona und gilt als Begründer der sogenannten Cremonenser Schule. Er dürfte um 1530/35 geheiratet haben; Name und Herkunft seiner Ehefrau sind nicht geklärt. Zwei seiner Töchter heirateten etwa 1552/56, sein zweiter Sohn Girolamo heiratete 1574 und erneut 1584, während der ältere Sohn Antonio anscheinend ledig blieb. Die erwachsen werdenden Söhne arbeiteten in der Werkstatt mit, Antonio also etwa ab 1575, Girolamo etwa ab 1570. Andrea Amati wurde am 24. Dezember 1577 in der (nicht mehr vorhandenen) Kirche San Domenico im Stadtzentrum Cremonas bestattet, wo sich heute ein kleiner Park befindet.

## Werk
Andrea Amati hat die Instrumente der Geigen-Familie nicht erfunden, aber die im 16. Jahrhundert in Oberitalien, vor allem in Brescia einsetzende Entwicklung (z. B. Zanetto de Micheli) maßgeblich beeinflusst. Er verfeinerte die Ausführung der Streichinstrumente hinsichtlich Holzwahl, Form, Wölbung, Kopf (Schnecke) und Lackierung und passte sie für den Gebrauch der Instrumentalisten z. B. hinsichtlich der Abmessungen besser an. Auch mit der Verwendung einer inneren Form, um die herum der Zargenkranz gebaut wurde, legte er die Grundlage für die Arbeit seiner Nachkommen, Schüler und der weiteren Cremoneser Geigenbau-Familien der Guarneri, Ruggeri, Stradivari, Bergonzi u. a. in den folgenden 200 Jahren.
Nach jahrelanger Vorarbeit waren im Herbst 2007 in Cremona „Andrea Amati Opera omnia“ aus aller Welt zu sehen: 21 noch bekannte und weithin anerkannte Werke des Meisters. Es handelt sich um 13 Violinen (Korpuslänge teils 350–355 mm, teils 340–345 mm), 5 Bratschen (395–471 mm) und 3 Violoncelli (740–756 mm). Nicht alle sind noch in den wesentlichen Teilen zusammengehörig; vielmehr finden sich ersetzte Decken, Zargen und Köpfe, auch wurden manche Instrumente später verkleinert. Alle stammen ungefähr aus den letzten 20 Lebensjahren Andrea Amatis; eine klare zeitliche Reihenfolge konnte aber nicht festgestellt werden.
Zwei Instrumenten-Gruppen ragen heraus: Wohl durch Cremoneser Musiker in Paris entstanden Beziehungen der Amati-Werkstatt zum französischen Königshof, d. h. zu Caterina de’ Medici, der Mutter des damals noch minderjährigen Königs Karl IX. Auf die Bestellung aus Paris lieferte Andrea Amati etliche Instrumente, die das Wappen des Königs von Frankreich und mehr oder weniger vollständig sein Motto PIETATE ET IUSTITIA – oder auch: IUSTICIA – (mit Frömmigkeit und Gerechtigkeit) tragen (les violons du roi, nicht zu verwechseln mit Vingt-quatre Violons du Roy). Einige davon sind erhalten. Auf den Instrumenten einer zweiten Gruppe findet sich ganz oder teilweise das Motto QUO UNICO PROPUGNACULO STAT STABITQUE RELIGIO (Durch dieses Bollwerk allein steht die Religion und wird bestehen), auf zweien auch das Wappen von Philipp II., König von Spanien und als Herzog der Lombardei auch Herr von Cremona; dessen dritte Ehefrau war Elisabeth von Valois, eine Schwester Karls IX. Nach anderer Deutung wurden die Instrumente der zweiten Gruppe für Margerita von Valois-Angoulême, Königin von Navarra hergestellt. Auch sie war eine Schwester Karls IX. Die Instrumente beider Gruppen zeigen noch Spuren einer thematisch auf diese Herrscherhäuser bezogenen, ornamentalen Bemalung, die von Cremoneser Künstlern ausgeführt worden sein dürfte.
In folgenden öffentlich zugänglichen Sammlungen finden sich Instrumente Andrea Amatis:
- Witten-Rawlins Collection. National Music Museum, The University of South Dakota, Vermillion, South Dakota, USA: 2 Violinen, 1 Viola, 1 Violoncello
- Chi-Mei Cultural Foundation & Chi-Mei Museum, Taiwan: 2 Violinen
- The Ashmolean Museum, Oxford: 1 Violine, 1 Tenor-Viola
- Tullie House Museum, Carlisle: 1 Violine (nicht ständig ausgestellt)
- Comune di Cremona, Cremona: 1 Violine
- Musée de la Musique, Paris: 1 Viola
- Metropolitan Museum of Art, New York: 1 Violine

Julius Berger spielt ein Andrea Amati zugeschriebenes Violoncello.